# Alto (Nuovo Messico)
Alto è una comunità non incorporata della contea di Lincoln, Nuovo Messico, Stati Uniti. Si trova ad un'altitudine di 7 313 piedi (2 229 m) nella foresta nazionale di Lincoln, a cinque miglia (8,0 km) a nord del villaggio di Ruidoso. Alto ha ricevuto il suo nome dalla parola spagnola "alto" a causa della sua altitudine.
Alto Lakes (altitudine 7 550 piedi) è una comunità pianificata, residenziale e ricreativa che copre più di 1.689 acri lungo due dorsali montuose di Alto. Alto Lakes è stata concepita e sviluppata da Don Blaugrund a partire dal 1967. Il cuore della comunità è l'Alto Lakes Golf & Country Club che comprende due campi da golf privati con 18 buche, ristoranti, piscine e campi da tennis. L'iscrizione al Club è inclusa nella proprietà di una casa, di una residenza o di un lotto all'interno della comunità. L'area residenziale della comunità comprende 1.150 case, 83 residenze e circa 1.000 lotti liberi. Alto Lakes è governata dall'Alto Lakes Water & Sanitation District e dall'Alto Lakes Special Zoning District, nonché dalle alleanze della comunità.